# 亚硝酸叔丁酯
亚硝酸叔丁酯是一种有机化合物，化学式为(CH3)3CONO。它是无色液体，是亚硝酸和叔丁醇形成的酯。它可用作有机合成的试剂。它和二级酰胺反应，得到N-亚硝胺：
RC(O)N(H)R  +  (CH3)3CONO  →  RC(O)N(NO)R  +  (CH3)3COH